# Grupo Krapp
Grupo Krapp est un groupe de danse argentin fondé en 1998 à Buenos Aires par Luciana Acuña, Luis Biasotto, and Gabriela Caretti, composé de 6 membres, acteurs, danseurs et musiciens, et dont le nom est une référence à « Krapp's Last Tape » de Samuel Beckett,.
Il est composé de Luciana Acuña, Luis Biasotto, et les acteurs-musiciens, Gabriel Almendros, Edgardo Castro et Fernando Tur,,.

## Biographie
Ils travaillent en octobre 2012 en résidence à l'Université du Michigan où ils organisent des ateliers.

## Œuvres

### Vidéographie
- 2005 : Vidéographie, Marilén Iglesias-Breuker (dir.), Luciana Acuna, Luis Biasotto, Agustina Sario (chorégraphie) et Grupo Krapp (danse), Rolan Carlitos (musique) « Mendiolaza/El Escape », Argentina : 2005 (Dance Camera West Dance Media Film Festival, 2006) (OCLC 908118367)

### Spectacles
- 2002 : ¿No Me Besabas? et Rio Seco[7]
- 2017 : El futuro de los hipopótamos'[5],[8]

## Représentations
- 2002 : (du 31 octobre au 2 novembre) : The Roda Theatre at Berkeley Repertory Theatre, à Berkeley Californie[1]